# 前鰭喉盤魚
前鰭喉盤魚，為輻鰭魚綱鱸形目喉盤魚亞目喉盤魚科的其中一種，分布於西北太平洋的日本海域，棲息深度約2公尺，體長可達3公分，屬底棲性魚類，棲息在潮池。